# Zentralbank Tansanias

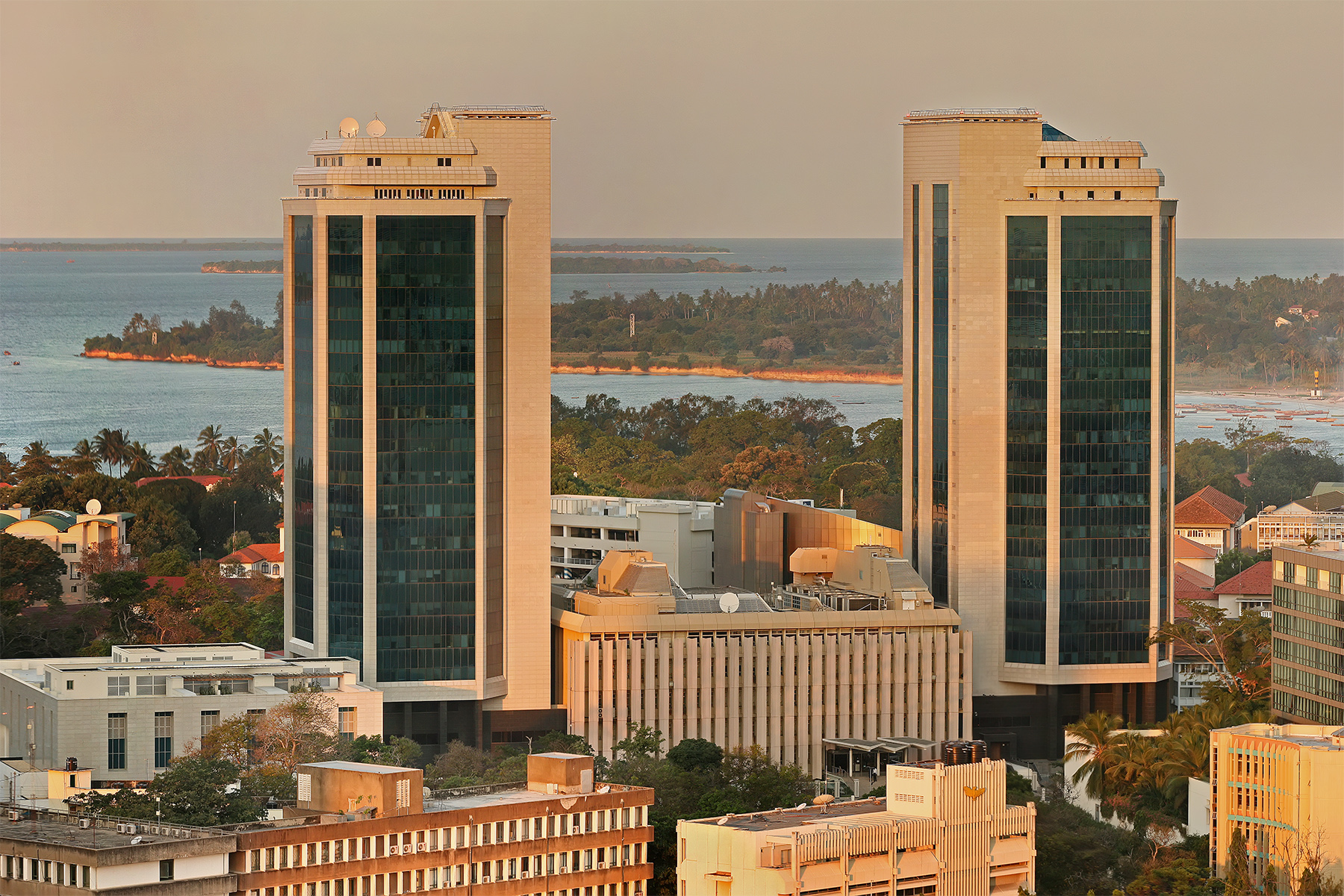
Verwaltungsgebäude in Daressalam

Die Zentralbank Tansanias (Swahili: Benki Kuu ya Tanzania; englisch: Bank of Tanzania) ist die Zentralbank der Republik Tansania mit Sitz in Daressalam. Sie wurde durch den Bank of Tanzania Act 1965 errichtet, arbeitet auf der Basis eines novellierten Gesetzes aus dem Jahre 2006 (Act No. 4 of 2006) und gibt die nationale Währung, den Tansania-Schilling, heraus.
Die Leitung obliegt einem Gouverneur und drei stellvertretenden Gouverneuren.

## Liste der Gouverneure
- Edwin Mtei 1966 bis 1974[2]
- Charles Nyirabu 1974 bis 1989
- Gilman Rutinhinda 1989 bis 1993
- Idris Rashidi 1993 bis 1998
- Daudi Ballali 1998 bis Januar 2008
- Benno Ndulu Januar 2008 bis Januar 2018
- Florens Luoga Januar 2018 bis dato